# Meitei

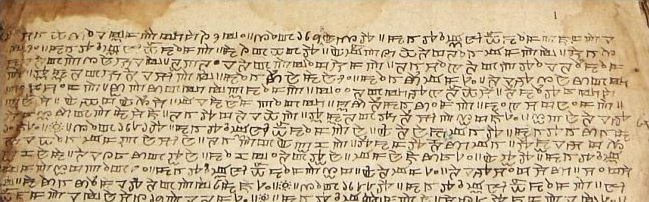
Manuskript in Meetei-Mayek-Schrift

Meitei oder amtlich Manipurisch (Eigenschreibweise ꯃꯩꯇꯩꯂꯣꯟ, bengalisch মৈতৈলোন, auch Meithei oder Meiteilon) ist die vorherrschende Sprache im indischen Bundesstaat Manipur. Sie ist Amtssprache und gilt als Integrationsfaktor der verschiedenen ethnischen Gruppen der Region. Laut der Volkszählung 2011 leben in Indien knapp 1,8 Millionen muttersprachliche Sprecher des Meitei, die meisten davon in Manipur. Kleinere Minderheiten von Meitei-Sprechern leben auch in den Bundesstaaten Assam und Tripura.
Meitei wurde 1992 als Landessprache von Manipur anerkannt und auf überregionaler Ebene als eine der 22 Verfassungssprachen (scheduled languages) Indiens anerkannt. Es gehört zu den tibeto-birmanischen Sprachen und wird heute auch an indischen Universitäten gelehrt.
Neben Meitei gibt es in Manipur und den angrenzenden Gebieten die indoarische Sprache Bishnupriya Manipuri.

## Schrift
Bis ins 18. Jahrhundert wurde die Sprache mit eigenen Schriftzeichen in Meetei-Mayek geschrieben. Danach wurde die bengalische Schrift übernommen, die bis heute in Gebrauch ist. Es gibt jedoch Bestrebungen, die Meetei-Mayek-Schrift wiederzubeleben. 
Die Schrift wird im Unicodeblock Meitei-Mayek kodiert.